# Megalomania
Megalomania é uma obsessão psicológica por poder, relevância ou omnipotência. É caracterizada por uma exagerada autoestima das pessoas nas suas crenças e/ou poderes e, em certos casos, fantasias ou delírios de grandeza.
Antigamente, fazia parte da designação do transtorno de personalidade narcisista, porém, a partir de 1968, deixou de ser considerada um transtorno clínico, pelo que não está presente no Manual Diagnóstico e Estatístico de Transtornos Mentais ou no CID.

## Etimologia
A palavra "megalomania" provém do grego "μεγαλο", que significa grande, e "μανία", que significa mania.

## Distinção entre megalomania e narcisismo
Citando Bertrand Russell, pode-se facilmente distinguir a Megalomania do Narcisismo: "O megalomaníaco difere do narcisista pelo facto de que pretende ser poderoso ao invés de charmoso; temido ao invés de amado. A este tipo de pessoas pertencem muitos lunáticos mas também grandes homens da História."